# Sylvains-les-Moulins
Sylvains-les-Moulins est une ancienne commune française située dans le département de l'Eure, en région Normandie.
Le 1er janvier 2016, elle fusionne avec sa voisine Villalet, ces deux communes donnant naissance à la commune nouvelle nommée Sylvains-Lès-Moulins.

## Géographie

### Localisation
La commune est bordée par la rivière l'Iton sur laquelle se sont bâtis plusieurs moulins à eau vraisemblablement au XIXe siècle. On retrouve le moulin de février, le moulin du coq et le moulin de Villez situé à environ 1 km les uns des autres.
| Villalet (comm. nouv. de Sylvains-Lès-Moulins) Les Ventes | Les Ventes                                | Le Plessis-Grohan, Chambois (comm. dél. d'Avrilly)      |
| Mesnils-sur-Iton (comm. dél. de Manthelon et du Sacq)     | Sylvains-les-Moulins                      | Chambois (comm. dél. de Thomer-la-Sôgne et de Corneuil) |
| Mesnils-sur-Iton (comm. dél. de Damville)                 | Mesnils-sur-Iton (comm. dél. de Damville) | Buis-sur-Damville                                       |

## Toponymie
Le toponyme de Sylvains-les-Moulins est issu de Sylvanus ou (Sylvain), dieu de la Rome antique, tutélaire des forêts. Le nom Silvānus est une dérivation du latin silva « forêt, bois ». 
En français, la préposition « les » signifie « près de ». D'usage vieilli, elle n'est guère plus rencontrée que dans les toponymes, plus particulièrement ceux de localités. 
Toponyme signifiant : « les dieux des forêts près des moulins », du fait de la proximité de la forêt d'Évreux et des moulins au bord de l'Iton.

## Histoire
Le château de Coulonges a longtemps appartenu à la famille Dampierre. Marc-Antoine de Dampierre a pris le pseudonyme d'Henri Coulonges en souvenir de cette propriété.
Par ailleurs, on retrouve la présence du colonel Remy dans un des moulins de la commune, le moulin de Villez; on dit que le général de Gaulle aurait séjourné quelques jours chez le colonel Rémy lors de son retour en France. On retrouve dans les correspondances du colonel Rémy un papier à en tête avec un petit moulin siglé « moulin de Villez ».

## Politique et administration
| Période                                  | Période          | Identité      | Étiquette | Qualité |
| ---------------------------------------- | ---------------- | ------------- | --------- | ------- |
| Les données manquantes sont à compléter. |                  |               |           |         |
| mars 2001                                | mars 2014        | René Dumesnil |           |         |
| mars 2014                                | 31 décembre 2015 | Lydie Reber   | SE        |         |

## Démographie
L'évolution du nombre d'habitants est connue à travers les recensements de la population effectués dans la commune depuis 1793. À partir du 1er janvier 2009, les populations légales des communes sont publiées annuellement dans le cadre d'un recensement qui repose désormais sur une collecte d'information annuelle, concernant successivement tous les territoires communaux au cours d'une période de cinq ans. 
Pour les communes de moins de 10 000 habitants, une enquête de recensement portant sur toute la population est réalisée tous les cinq ans, les populations légales des années intermédiaires étant quant à elles estimées par interpolation ou extrapolation. Pour la commune, le premier recensement exhaustif entrant dans le cadre du nouveau dispositif a été réalisé en ,.
En 2013, la commune comptait 1 207 habitants.
| 1856 | 1861 | 1866 | 1872 | 1876 | 1881 | 1886 | 1891 | 1896 |
| ---- | ---- | ---- | ---- | ---- | ---- | ---- | ---- | ---- |
| 220  | 205  | 188  | 204  | 180  | 179  | 178  | 209  | 188  |

| 1901 | 1906 | 1911 | 1921 | 1926 | 1931 | 1936 | 1946 | 1954 |
| ---- | ---- | ---- | ---- | ---- | ---- | ---- | ---- | ---- |
| 189  | 198  | 197  | 169  | 191  | 162  | 153  | 217  | 150  |

| 1962 | 1968 | 1975 | 1982 | 1990 | 1999 | 2008  | 2013  | - |
| ---- | ---- | ---- | ---- | ---- | ---- | ----- | ----- | - |
| 137  | 128  | 448  | 659  | 945  | 919  | 1 145 | 1 207 | - |

## Culture locale et patrimoine

### Lieux et monuments
- Église Notre-Dame de Champ-Dominel : vitrail[10]  Classé MH ;
- Église Saint-Arnoul de Coulonges : statue de saint Clair[11]  Classée MH ; cloche [12]  Classée MH ;
- Moulin Mulot, sur l'Iton.

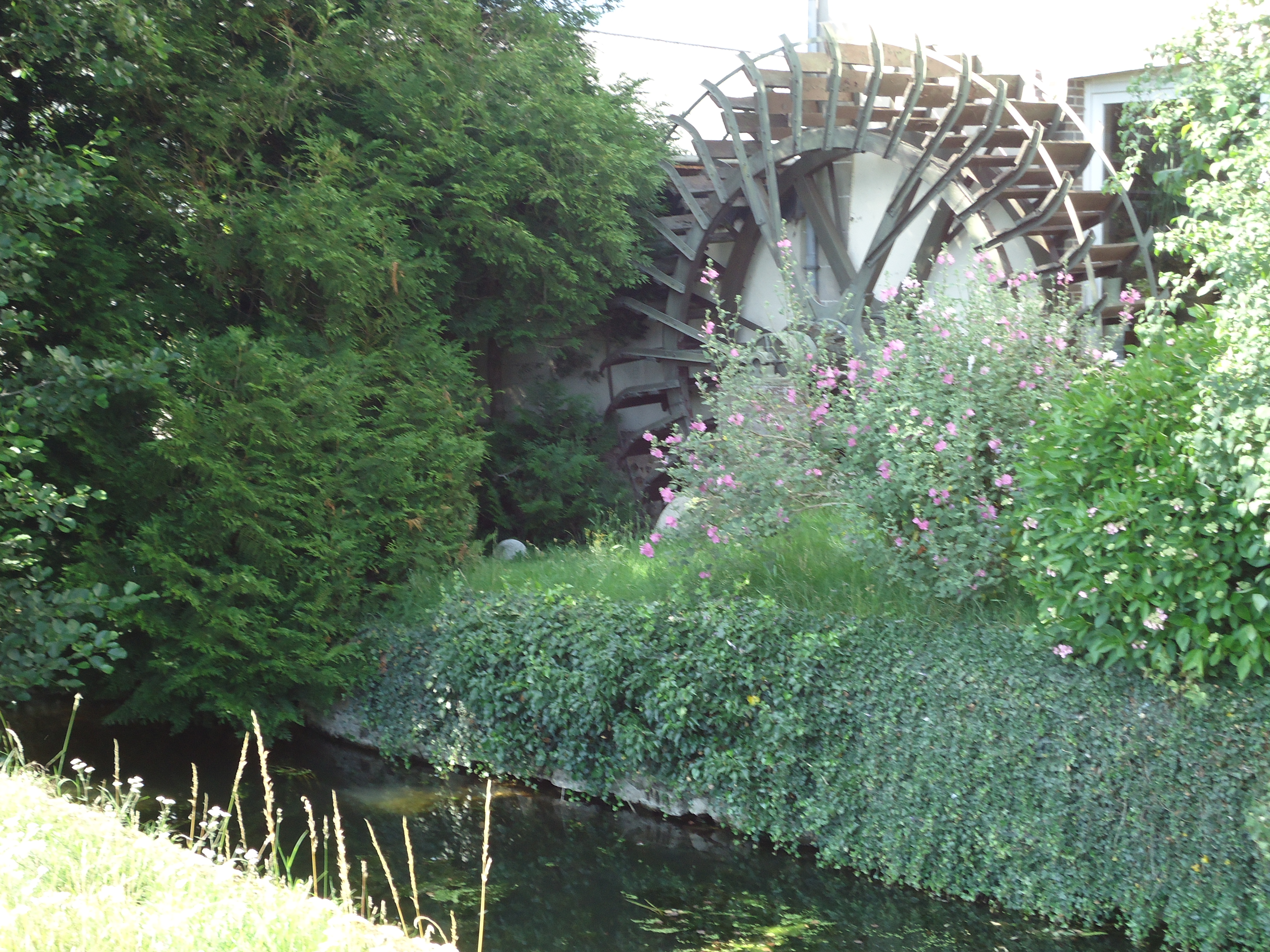
La roue et le bief du Moulin Mulot.

- Château de Coulonges, sur lequel l'architecte Léon Legendre, auteur du théâtre d'Évreux, intervient au titre de son agrandissement vers 1900[13].
- Butte circulaire au hameau Gerrier-Arnault. La butte, de 8 m de haut sur 40 m de diamètre, entourée d'un fossé, porte des murailles bâties à la chaux, et renferme en son intérieur, un souterrain maçonné avec cinq cellules disposées de chaque côté d'une allée médiane[14].

### Personnalités liées à la commune
- Léon Alexandre Legendre (14 septembre 1864 - 19??), né à Villez-Champ-Dominel, architecte, auteur du théâtre d'Évreux.
- Jacques Villon (1875-1963), peintre, et frère de Marcel Duchamp.
- Raymond Duchamp-Villon (1876-1918), sculpteur, et frère de Marcel Duchamp.
- Gilbert Renault (1904-1984), alias Colonel Rémy, avait un domicile au moulin de Villez vers 1944-1945.
- Claude de Cambronne (1905-1993), cofondateur avec Marcel Dassault de la société Bordeaux-Aéronautique.
- André Couteaux (1925-1985), écrivain, connu pour l'adaptation de Mon oncle Benjamin au cinéma et le roman Un monsieur de compagnie. Retiré de 1975 à sa mort à Sylvain-les-Moulins.
- Michel Cluizel (1933-), chocolatier français.
- Marc Gilbert (1934-1982), producteur français.
- Henri Coulonges (1936-), pseudonyme de Marc-Antoine de Dampierre, écrivain français. Le pseudo de Coulonges est directement issu du château du même nom où il séjourna.

### Patrimoine naturel
La forêt d'Évreux (dont une partie se trouve comprise sur le territoire de la commune), est en zone naturelle d'intérêt écologique, faunistique et floristique.

### Héraldique
|  | Les armes de la ville se blasonnent ainsi : de sinople à la barre ondée d'argent, accompagnée en chef d'une roue de moulin à eau d'or, dans des ondes alésées du même et en pointe d’un sapin arraché d'or. |